# Toshiaki Imai
Toshiaki Imai (今井 敏明, Imai Toshiaki), né le 29 décembre 1954 à Saitama au Japon, est un footballeur et entraîneur de football japonais. 